# Drie eden
De Drie eden (Hebreeuws: מדרש שלוש השבועות, midrasj shlosh hashvuot) zijn ontleend waren aan de Midrasj, volgens welke een gelovige jood zich moest houden aan de volgende drie geloften:
1. De eed dat men ‘de muur’ van Jeruzalem of de Joodse tempel ‘niet beklimmen’ zal, dat men dus geen massale Alijah, emigratie naar Israël, zal ondernemen teneinde in Land van Israël politieke macht uit te oefenen.
2. De eed om op straffe van zelfvernietiging ‘niet’ op te staan ‘tegen de naties van de wereld’, maar in nederigheid de tijd van de messias af te wachten, wat ook op te vatten is als het principieel niet nastreven van politieke macht.
3. De eed ‘het einde’, de komst van de messias, ‘niet te forceren’, maar die vervulling aan God over te laten.[1]

Joods-Israëlische historicus Aviezer Ravitzky laat zien dat de kritiek op het zelf versnellen van de eindtijd binnen de joodse Europese orthodoxie, eeuwenlang op fundamentele kritiek kon rekenen. Het wantrouwen tegen vals messianisme onder Europese rabbijnen had uitgesproken anti-zionistische trekken en werd neergelegd in de zogenaamde ‘Drie eden’.